# Loup gris en Pologne

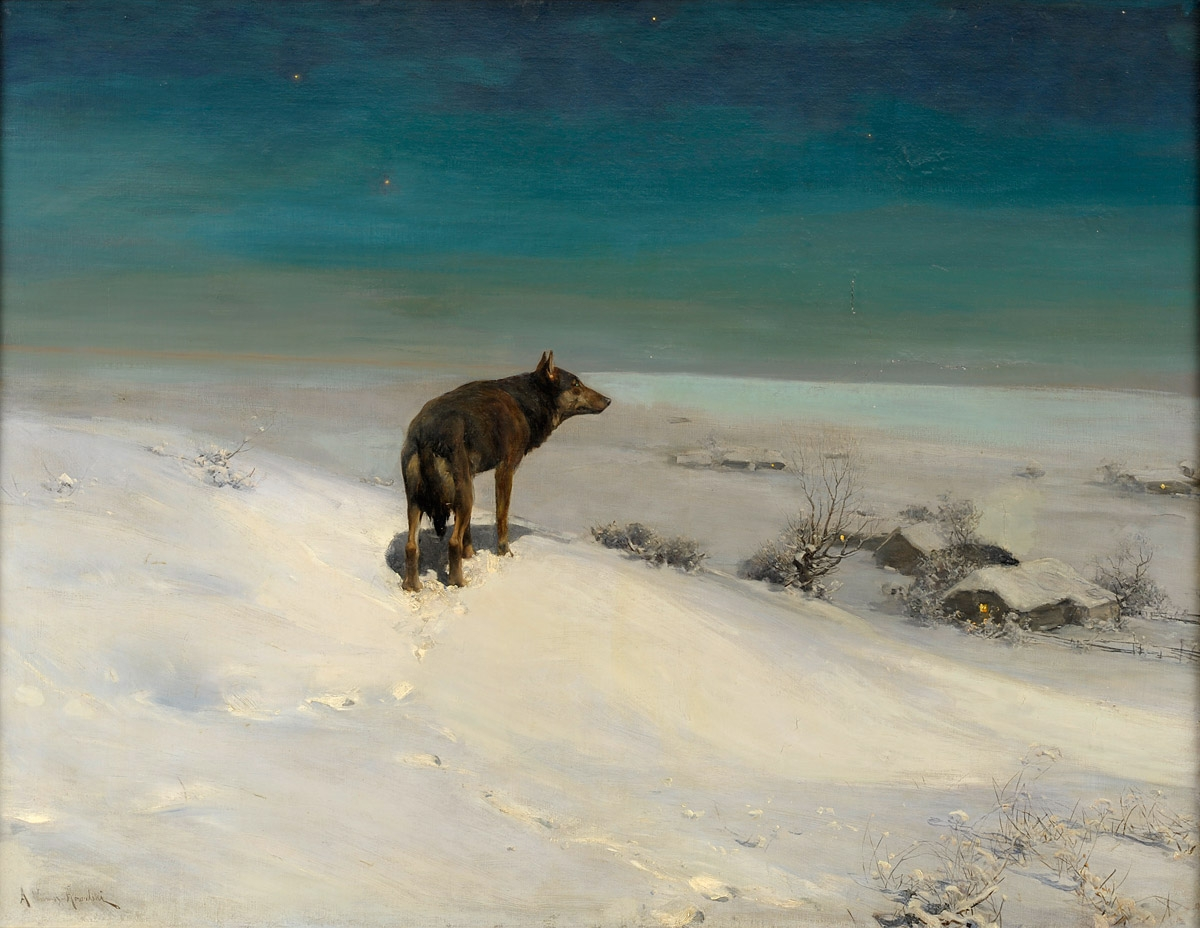
Loup solitaire - peinture du peintre polonais Alfred Wierusz-Kowalski.

Les populations de loup gris en Pologne sont en lien avec des populations plus étendues dans les montagnes des Carpates ainsi qu'en Biélorussie, dans les États baltes et en Russie. Ces populations, qui dans le passé ont maintenu un nombre stable d'individus, n'étaient pas considérées comme étant en danger avant un changement dans leur statut juridique qui leur a octroyé une protection limitant la chasse en 1975 puis l'interdisant en 1998.
L'interdiction de la chasse au loup sur l'ensemble du territoire polonais a permis le retour des loups dans les forêts de l'ouest de la Pologne. De là, ils ont recolonisé une grande partie de l'Allemagne et ont même atteint la Belgique, le Danemark et les Pays-Bas. Cependant la densité croissante des autoroutes et des voies rapides en Pologne a eu un impact négatif sur les populations.

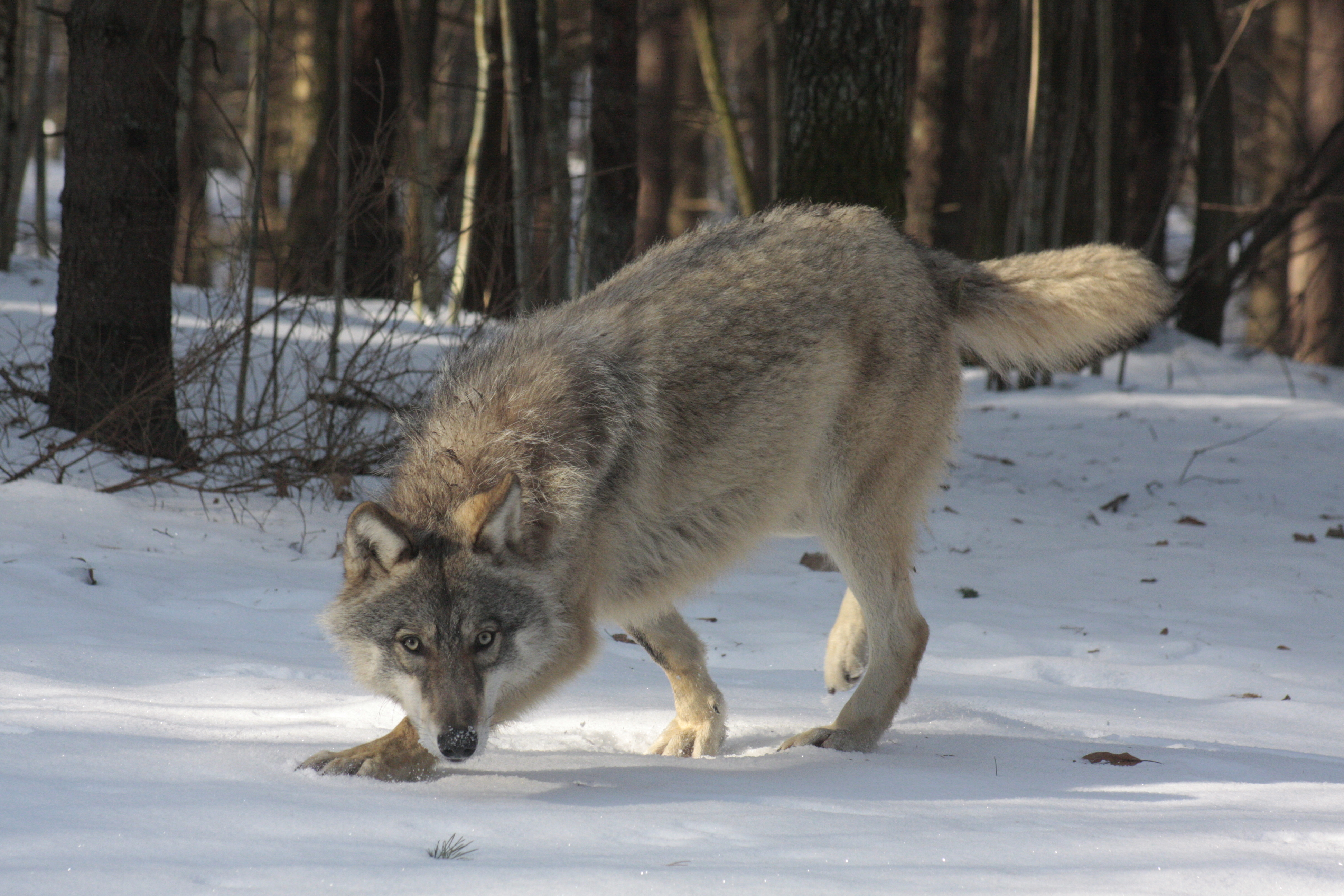
Un loup dans le parc animalier de Kadzidlowo.

Le suivi des loups est une tâche très difficile. Ces grands prédateurs utilisent de vastes territoires et les aires de dispersion des jeunes individus dépassent souvent plusieurs centaines de kilomètres. Il est donc impossible d'obtenir des informations précises sur les paramètres de la population dans l'ensemble de son aire de répartition. Les estimations font état de 2 000 loups en Pologne en 2019 contre 463-564 individus en 2001.